# Mastigoptila
Mastigoptila is een geslacht van schietmotten uit de familie Glossosomatidae.

## Soorten
- M. bicornuta (F Schmid, 1958)
- M. brevicornuta (F Schmid, 1958)
- M. complicornuta RW Holzenthal, 2004
- M. curvicornuta OS Flint, 1967
- M. ecornuta OS Flint, 1974
- M. elae RW Holzenthal, 2004
- M. longicornuta (F Schmid, 1958)
- M. ruizi (L Navas, 1933)
- M. ventricornuta OS Flint, 1967